# Joravka, Iahotîn
Joravka (în ucraineană Жоравка) este o comună în raionul Iahotîn, regiunea Kiev, Ucraina, formată numai din satul de reședință.

## Demografie
Componența lingvistică a comunei Joravka
     Ucraineană (99,11%)
     Alte limbi (0,89%)
Conform recensământului din 2001, majoritatea populației comunei Joravka era vorbitoare de ucraineană (99,11%), existând în minoritate și vorbitori de alte limbi.